# Hiperekpleksja
Hiperekpleksja (ang. hyperekplexia, startle disease) – rzadka niepadaczkowa choroba neurologiczna uwarunkowana genetycznie, polegająca na występowaniu przedłużonych skurczów tonicznych, nocnych mioklonii i wygórowanej oraz przedłużonej reakcji przestrachu na niespodziewane bodźce zmysłowe. Jednostkę chorobową jako pierwsi opisali Kirstein i Silfverskiold w 1958 roku. Za większość przypadków schorzenia odpowiada mutacja w genie GLRA1 kodującym podjednostkę alfa-1 receptora glicynowego. Mutacje tego genu wiążą się z postacią choroby dziedziczoną autosomalnie recesywnie, a także z autosomalną dominującą hiperekpleksją. Od pierwszego opisu do 2001 roku w piśmiennictwie przedstawiono około 150 przypadków.